# Calvi dell'Umbria
Calvi dell'Umbria es una localidad y comune italiana de la provincia de Terni, región de Umbría, con 1.844 habitantes.

## Evolución demográfica
| Gráfica de evolución demográfica de Calvi dell'Umbria entre 1861 y 2001 |
|                                                                         |
| Fuente ISTAT - elaboración gráfica de Wikipedia                         |